# TT234
La tombe TT 234, est située à Dra Abou el-Naga dans la vallée des Nobles, sur la rive ouest du Nil face à Louxor.
C'est la tombe de Roy, maire, sous le règne de Thoutmôsis III (XVIIIe dynastie).